# Parafia Podwyższenia Krzyża Świętego w Siemoniu
Parafia Podwyższenia Krzyża Świętego w Siemoniu – parafia rzymskokatolicka, znajdująca się w diecezji toruńskiej, w dekanacie Bierzgłowo. 